# سیارک ۱۳۸۰۶
سیارک ۱۳۸۰۶ (به انگلیسی: 13806 Darmstrong، نامگذاری:1998XM6) سیزده هزار و هشتصد و ششمین سیارک کشف شده‌است که در ۸ دسامبر ۱۹۹۸ کشف شد.
قدر مطلق سیارک برابر ۲۴.۵ است.